# Карякин, Алексей Вячеславович
Алексе́й Вячесла́вович Каря́кин (укр. Олексій Вячеславович Карякін; род. 7 апреля 1980, Стаханов, Ворошиловградская область, Украинская ССР, СССР) — политический деятель, депутат, бывший председатель Республиканского собрания (Верховного Совета, Народного Совета) подконтрольной России Луганской Народной Республики. Получил известность в 2014 году в ходе событий на юго-востоке Украины.
Из-за российско-украинской войны находится под международными санкциями стран Евросоюза, Великобритании, США и ряда других стран.

## Биография
Родился в городе Стаханов Ворошиловградской области. Закончил Стахановский техникум по специальности «техническое обслуживание и ремонт автомобилей». Имел свой небольшой бизнес (магазин в Стаханове).
В апреле 2014 года Карякин активно участвовал в пророссийских волнениях в городе Стаханове. 5 апреля 2014 года вместе с ещё пятью активистами был задержан и помещен в ИВС Ленинского РОВД Луганска, однако вскоре, после захвата здания Луганского СБУ, вышел на свободу. Участвовал в митингах в поддержку спецподразделения МВД Украины «Беркут» и осуществлял сбор денег в пользу пострадавших бойцов спецподразделения.
17 апреля представлял людей, захвативших здание СБУ в Луганске, на встрече с мониторинговой группой ОБСЕ.
18 мая 2014 года избран «главой парламента» подконтрольной России Луганской Народной Республики.
В 2014 году Служба безопасности Украины объявила Алексея Карякина в розыск по подозрению в государственной измене.
6 октября избран руководителем Центральной ревизионной комиссии Общественного движения «Мир Луганщине» (до 13 декабря 2014).
17 ноября 2014 был переизбран главой народного совета ЛНР. Его кандидатуру поддержал 41 депутат из 43 , 2 депутата воздержались.
25 марта 2016 года Народный совет ЛНР освободил Карякина от должности председателя по представлению депутатов. Через три дня он выехал из ЛНР в Россию. 29 апреля был лишён депутатских полномочий.
21 сентября 2016 года объявлен в розыск Генеральной прокуратурой ЛНР в связи с попыткой государственного переворота.
После того, как в ноябре 2017 года глава ЛНР Игорь Плотницкий ушёл в отставку и выехал в Россию, Карякин вернулся в ЛНР. 5 декабря 2017 года на здании Правительства ЛНР в Луганске в присутствии руководства ЛНР открыли мемориальную доску Геннадию Цыпкалову. На церемонии присутствовал Алексей Карякин.
24 июня 2019 года избран первым председателем новосозданной Общественной палаты ЛНР.
Добровольно участвовал во вторжении России в Украину в 2022 году.
В 2023 году был членом общественного штаба по наблюдению за организованными Россией «выборами».

## Награды
- Герой ЛНР (27 сентября 2022 года)
- Медаль ордена «За заслуги перед Отечеством» II степени (29 ноября 2023 года)[17]